# Muslimska civilsamhället
Muslimska civilsamhället är ett odefinierat begrepp som främst företrädare för svenska muslimska organisationer använder. Begreppet har också ifrågasatts.
Föreningen Svenska Muslimer för Fred och Rättvisa anger ett antal muslimska organisationer som föreningen hänför till det så kallade muslimska civilsamhället, till exempel Sveriges muslimska förbund, Sveriges muslimska råd, Svenska muslimer för fred och rättvisa.
Ledarsidan i en dagstidning har nämnt begreppet när de citerade ett uttalande från Mehmet Kaplan. Termen användes i ett uttalande i april 2013 av den socialdemokratiske politikern Omar Mustafa när han avgick från partiet.